# Crypto Wars
Als Crypto Wars bezeichnet man Bestrebungen der US-amerikanischen Regierung, die private Verschlüsselung von Daten zu unterbinden. Für die unterschiedlichen Phasen dieser Auseinandersetzung ist mitunter von Crypto Wars 2.0 und 3.0 die Rede. Die Crypto Wars nehmen einen bedeutenden Anteil an der Geschichte der Kryptographie ein.

## Geschichte
In den 1990er Jahren wurde ein Gesetzesvorschlag im US-Senat eingebracht. Demnach sollten Anbieter von Kommunikationsdiensten verpflichtet werden, Regierungsbehörden auf Anfrage Zugriff auf die Kommunikation der Nutzer zu verschaffen. Dies erregte Widerstand von Bürgerrechtlern und den Kommunikationsdienstleistern.
Der Softwareentwickler Phil Zimmermann wurde durch dieses Gesetzesvorhaben zum Verschlüsselungprogramm PGP motiviert.
Zu dieser Zeit machte die NSA den Vorschlag, dass Hersteller von Telefonanlagen den von der NSA entwickelten Clipper Chip zur Verschlüsselung einsetzen. Durch diesen Chip hätten Regierungsbehörden bei Bedarf Zugriff auf die Kommunikation. Erneut kam es zu zahlreichen Protesten, so dass das Projekt 1996 eingestellt wurde.
2014 äußerte der amerikanische Präsident Barack Obama, dass die Geschichte zeige, dass das Versprechen, gesammelte Daten nicht zu missbrauchen, zu oft gebrochen wurde. Das amerikanische Regierungssystem basiere darauf, dass unsere Freiheit nicht von den guten Absichten der Mächtigen abhängt, sondern davon, ihre Macht einzuschränken.
Derzeit (Juni 2024) geht laut netzpolitik.org der EU Innovation Hub for Internal Security von Europol gegen Ende-zu-Ende-Verschlüsselung vor, mit der Begründung, dass es eine ständige Herausforderung bleibe, ein Gleichgewicht zwischen individueller Privatsphäre und kollektiver Sicherheit zu finden.